# Зареченск
Зареченск — сельский населённый пункт в Кандалакшском районе Мурманской области. Расположен на реке Иова. Административный центр одноимённого сельского поселения. Преобразован в сельский населённый пункт из посёлка городского типа в 1995 году. Иовская ГЭС.

## Транспорт
Из Кандалакши три раза в неделю ходит автобус.

## Население
| 1959 | 1970  | 1979  | 1989  | 2002 | 2010 |
| ---- | ----- | ----- | ----- | ---- | ---- |
| 5376 | ↘1504 | ↘1338 | ↘1256 | ↘772 | ↘621 |

Численность населения, проживающего на территории населённого пункта, по данным Всероссийской переписи населения 2010 года составляет 621 человек, из них 283 мужчины (45,6 %) и 338 женщин (54,4 %).

## Климат
| Показатель              | Янв.  | Фев.  | Март | Апр. | Май | Июнь | Июль | Авг. | Сен. | Окт. | Нояб. | Дек. | Год |
| ----------------------- | ----- | ----- | ---- | ---- | --- | ---- | ---- | ---- | ---- | ---- | ----- | ---- | --- |
| Средняя температура, °C | −10,8 | −10,4 | −5,5 | 0,3  | 6,0 | 12,1 | 15,5 | 13,5 | 8,3  | 2,2  | −3,4  | −7,4 | 1,7 |
| Источник:               |       |       |      |      |     |      |      |      |      |      |       |      |     |